# ミッション:インポッシブル/フォールアウト
『ミッション:インポッシブル/フォールアウト』（原題：Mission: Impossible – Fallout）は、2018年制作のアメリカ合衆国のスパイアクション映画。『ミッション:インポッシブル』シリーズの第6作目。

## 概要
製作はシリーズの製作権を持つ主演のトム・クルーズの他、『ミッション:インポッシブル3』で脚本・監督を担当したJ・J・エイブラムス。
監督・脚本は前作『ミッション:インポッシブル/ローグ・ネイション』に引き続きクリストファー・マッカリーが務め、シリーズで初めて監督が前作から続投する。日本では、シリーズ初の東和ピクチャーズ配給作品でもある。

## ストーリー
前作の敵であるソロモン・レーンが逮捕された2年後、ソロモン・レーンが率いていた組織シンジケートの⽣き残り勢⼒はアポストル（神の使徒）と呼ばれるグループを結成して活動を続ける。IMF（Impossible Missions Force、不可能作戦部隊）のエージェントのイーサン・ハントとベンジー・ダン、ルーサー・スティッケルは、盗まれた3つのプルトニウムをアポストルの手に落ちることを阻止するためギャングから購入しようとするが、突如現れた何者かにルーサーの命が危険にさらされ、彼を救う間にプルトニウムは奪われてしまう。
IMFチームはプルトニウムを取り戻すため、ジョン・ラークと言う謎の人物のために核兵器を設計した科学者のデルブルック博士を捕え、彼を罠に嵌めることでジョン・ラークとの連絡に使用した携帯電話を入手する。
イーサンは、ホワイト・ウィドウと呼ばれる武器仲買人がジョン・ラークにプルトニウムを売るという情報を仕入れたことで、二人が接触するパリのナイトクラブに潜入しようとする。だが、CIA長官のエリカ・スローンは、イーサンの動きを不服としてIMF長官であるアラン・ハンリーの反対を押し切り、敏腕エージェントのオーガスト・ウォーカーを同⾏させることを決定する。ナイトクラブに潜入したイーサンとウォーカーは、ラークとおぼしき人物に変装してなりすまそうとトイレで格闘するが、そこへ、前作でイーサンと知り合ったMI6のイルサ・ファウストがIMFと別の目的から突如現れ、彼を殺して顔を損傷させてしまう。変装ができなくなったイーサンは機転を利かせ、素顔のままラークの偽装をしてホワイト・ウィドウに接触し、彼女のアジトに入ることとなった。
ホワイト・ウィドウはソロモン・レーンの身柄とプルトニウムの交換を望み、前払いとして3つあるプルトニウムの1つをラーク（イーサン）に渡すかわり、取り調べのためパリで護送されるレーン奪取の手助けを求め、ラーク（イーサン）は承諾。ウォーカー、イーサン、ベンジー、ルーサーは、レーン奪取のため護送する警官たちの殺人をいとわないホワイト・ウィドウの兄ゾラや手下たちを出し抜き、死者をださずに護送中のレーンを奪取する。その後、再び現れたイルサがレーンを狙撃するが、イーサンに妨げられる。ホワイト・ウィドウはレーンに加えてイルサをロンドンに運ぶようラーク（イーサン）に求める。
IMFチームとウォーカーはロンドンの隠れ家にレーンを連行しアランに会うが、アランはCIAが提供した証拠からラークの正体はイーサン自身だと追求し、そこで作戦の中止とイーサンの拘束を命じる。だがこれは芝居であり、本当のラークの正体はウォーカーで、レーン救出のためイーサンを嵌める工作を行っていたことが暴露される。連絡を受けたスローンは安全を期して要員を送り込むが、その中に紛れ込んだアポストルが襲撃を開始。ウォーカーはアランを刺殺して逃亡しイーサンが彼を追跡するが、ウォーカーは隠れて暮らすイーサンの元妻のジュリアを殺すと脅し、レーンとともにヘリコプターで飛び立つ。
IMFチームは、レーンの体内に密かに埋め込んだ発信器により、カシミールのシアチェン氷河に行く。そこは中国、パキスタン、インドの水源であるほか、アポストルのまいた天然痘ウイルスに対処する現地の医療キャンプがあり、レーンとウォーカーの企みでジュリアと現夫のエリックがそのキャンプに参加していた。レーンはプルトニウムを用いた連動する2個の核兵器によって氷河を爆破し、世界人口の3分の1といわれる水源を汚染して世界に混沌をもたらそうとする。レーンは核兵器のタイマーを15分にセットし、起爆装置をウォーカーに渡して自分は残る。ウォーカーはカウントダウンをスタートさせたのち起爆装置を持ってヘリで脱出し、起爆装置なしではカウントダウンを解除できないためイーサンは後を追う。ルーサーとジュリアは見つけた核兵器の解除を準備する、ベンジーとイルサはレーンを捕え、もう1つの核兵器を見つけて解除を準備する。ヘリコプターの空中戦ののち、イーサンはウォーカーを殺す。イーサンは起爆装置を用いて2つの核兵器を無事に解除する。ジュリアはイーサンを介抱する。
スローンはCIAの協力者であるホワイト・ウィドウを通じてレーンをMI6に返す。イルサはMI6から解放されることとなった。

## キャスト
| 役名                   | 俳優                       | 日本語吹き替え                                                   |
| ---------------------- | -------------------------- | ---------------------------------------------------------------- |
| イーサン・ハント       | トム・クルーズ             | 森川智之                                                         |
| オーガスト・ウォーカー | ヘンリー・カヴィル         | DAIGO                                                            |
| ルーサー・スティッケル | ヴィング・レイムス         | 手塚秀彰                                                         |
| ベンジー・ダン         | サイモン・ペッグ           | 根本泰彦                                                         |
| イルサ・ファウスト     | レベッカ・ファーガソン     | 甲斐田裕子                                                       |
| ソロモン・レーン       | ショーン・ハリス           | 中尾隆聖                                                         |
| エリカ・スローン       | アンジェラ・バセット       | 高島雅羅                                                         |
| ホワイト・ウィドウ     | ヴァネッサ・カービー       | 広瀬アリス                                                       |
| ジュリア・ミード       | ミシェル・モナハン         | 岡寛恵                                                           |
| エリック               | ウェス・ベントリー         | 松本忍                                                           |
| ゾラ                   | フレデリック・シュミット   | 遠藤大智                                                         |
| アラン・ハンリー       | アレック・ボールドウィン   | 田中正彦                                                         |
| 囮のジョン・ラーク     | リャン・ヤン               | 大泊貴揮                                                         |
| ニルス・デルブルック   | クリストファー・ヨーネル   | 烏丸祐一                                                         |
| ウルフ・ブリッツァー   | ウルフ・ブリッツァー       | 星野充昭                                                         |
| ヨーロピアン           | キャスパー・フィリップソン | 各務立基                                                         |
| 配達人                 | チャーリー・アーチャー     | 西谷修一                                                         |
| 指令の声               | N/A                        | 梅津秀行                                                         |
| その他                 | N/A                        | 山岸治雄 種市桃子 下田屋有依 中村和正 綿貫竜之介 れいみ 中澤星児 |

- 日本語吹き替えでは、「豪華ゲスト声優」としてシリーズ初となる“タレント吹き替え”が行われ、DAIGOと広瀬アリスが起用された[9][10][11]。
  - 起用理由について、今作から配給元となり参加した東和ピクチャーズ（東宝東和）の担当者は「テレビ番組などを通して、どんなに厳しい物事でも笑顔で前向きに挑戦するおふたりの姿勢に“不可能を可能にする”という『ミッション：インポッシブル』スピリットを感じ、ぜひチームに加わっていただきたいとオファーいたしました」と説明している[12]。
  - この起用に関して、ヘンリー・カヴィルの吹き替えを主に担当してきた星野貴紀は（配給会社が違っており、厳密には降板ではないとしながらも、）「複雑な気持ちはある」「オーディションに負けたようで悔しい」と語っていた[13]。

## スタッフ
- 監督：クリストファー・マッカリー
- 製作：トム・クルーズ、ジェイク・マイヤーズ、クリストファー・マッカリー、J・J・エイブラムス
- 脚本：クリストファー・マッカリー
- 撮影：ロブ・ハーディ
- 音楽：ローン・バルフ
- テーマ音楽：ラロ・シフリン
- 提供：パラマウント映画

### 日本語版
- 字幕翻訳：戸田奈津子

吹き替え
- 演出：三好慶一郎[7]、工藤美樹[7]
- 翻訳：岸田恵子[7]
- 録音：池田裕貴、蜂須賀英幸、二宮沙矢花
- 制作進行：飯塚義豪、田村幸生、大矢隆太
- プロデューサー：三樹祐太（東宝東和）、高田和人、大西孝国
- 制作：東北新社[7]

## 評価
本作は批評家から非常に高い評価を受けた。映画批評集積サイトのRotten Tomatoesには409件のレビューがあり、批評家支持率は97%、平均点は10点満点で8.37点となっている。サイト側による批評家の意見の要約は「『ミッション:インポッシブル/フォールアウト』は速く、洗練された、楽しい映画でシリーズ最高傑作。」となっている。

## 備考
トム・クルーズは本作のビルからビルへとジャンプするシーンの撮影中に骨折した。なお、その時のシーンはそのまま使用されている。
本作も4、5作品目同様、ドイツの自動車メーカーBMWがスポンサーになっており、最新型のBMW・M5 、E28型 5シリーズ、BMWモトラッドのR nineT スクランブラーなどが登場する。

## 地上波テレビ放映履歴
| 回数 | 放送日        | 放送時間    | 放送分数 | 放送局     | 放送枠             | 平均世帯 視聴率 | 備考           | 出典   |
| ---- | ------------- | ----------- | -------- | ---------- | ------------------ | --------------- | -------------- | ------ |
| 1    | 2024年5月6日  | 12:50-15:55 | 185分    | テレビ東京 | 午後のロードショー | 3.6%            | 地上波初放送   |        |
| 2    | 2025年5月30日 | 21:00-23:59 | 179分    | 日本テレビ | 金曜ロードショー   | 7.7%            | 本編ノーカット | [ 19 ] |

- 地上波放送・関東地区のみ記載。
- 視聴率はビデオリサーチ調べ。関東地区でのデータ。